# Der Weg der Tränen
Der Weg der Tränen ist ein deutsches Stummfilmmelodram aus dem Jahre 1916 mit Hella Moja in der Hauptrolle.

## Handlung
Hilde Rolsy, Tochter eines hochgestellten und angesehenen Geheimrats, heiratet gegen den erklärten Willen ihres Vaters Edgar Hansen, der den Ruf eines leichtlebigen Spielers besitzt. Daraufhin verstößt sie der Vater, und auch ihr windiger Ehemann verlässt sie und flieht nach Amerika, nachdem er seine beträchtlich angewachsenen Spielschulden nicht mehr begleichen kann. Alleingelassen und mit einem kleinen Kind als schwere Hypothek bleibt Hilde nunmehr nur noch der Weg der Tränen. 
Doch sie gibt nicht auf und versucht, sich und ihr Baby allein durchzubringen. Der Athlet Max Worms reicht ihr die helfende Hand, als er Hilde als Sängerin in einem Varieté unterbringt. Schließlich wird sie mit ihren Sangeskünsten nach einiger Zeit berühmt und feiert unter dem Pseudonym Hella Colini selbst in Amerika Triumphe. Eines Nachts bricht bei ihr ein Dieb ein. Hilde / Hella wird davon wach und erkennt ihn: Es ist ihr treu- und nutzloser Göttergatte. Dennoch verzeiht sie und versöhnt sich mit ihm.

## Produktionsnotizen
Der Weg der Tränen wurde im Frühjahr 1916 gedreht, passierte im April 1916 die Filmzensur und wurde mit Jugendverbot belegt. Die Uraufführung fand am 6. Oktober 1916. Der Vierakter war in seiner österreichischen Fassung 1300 Meter lang. In Wien konnte man Der Weg der Tränen ab dem 24. November 1916 sehen.

## Kritik
In Paimann’s Filmlisten ist zu lesen: "Stoff sehr spannend und dramatisch, Photos und Szenerie sehr gut. Schluß unbefriedigt."